# Naganishia adeliensis
Naganishia adeliensis è una specie di fungo della famiglia delle Filobasidiaceae. Attualmente è noto solo in stato di lievito, isolato da alghe in decomposizione in Antartide.
Quando impiattato in agar, N. adeliensis sviluppa colonie cremose, con un aspetto liscio e lucido e una consistenza soffice. La temperatura di crescita ottimale della specie è 25°C. N. adeliensis è incapace di fermentare, caratteristica tipica delle specie di Naganishia. È in grado di utilizzare saccarosio, maltosio, cellobiosio, trealosio, raffinosio, citrato, inositolo etanolo, amido solubile, melezitosio, xilitolo, saccarato, salicina e altri composti come uniche fonti di carbonio. Come fonti di azoto, invece, è capace di utilizzare nitrati, nitriti e cadaverina. Durante la crescita sviluppa amido. N. adeliensis cresce inoltre in cicloesimide allo 0.01%.